# Flesselles
Flesselles là một xã ở tỉnh Somme, vùng Hauts-de-France, Pháp.

## Địa lý
Thị trấn này tọa lạc trên đường D933, khoảng 8 dặm Anh về phía bắc của Amiens. Thị xã Montonvillers nằm ở phía đông.

## Dân số
| 1962                                                         | 1968 | 1975 | 1982 | 1990 | 1999 |
| ------------------------------------------------------------ | ---- | ---- | ---- | ---- | ---- |
| 653                                                          | 730  | 898  | 1361 | 2103 | 2143 |
| Số liệu điều tra dân số từ năm 1962, dân số không tính trùng |      |      |      |      |      |